# Nomada tintinnabulum
Nomada tintinnabulum är en biart som beskrevs av Cockerell 1903. Nomada tintinnabulum ingår i släktet gökbin, och familjen långtungebin. Inga underarter finns listade i Catalogue of Life.